# ムハンマド・ジュザイリ・サミオン
ムハンマド・ジュザイリ・サミオン（マレー語: Muhammad Juzaili Samion、1981年5月18日 - ）は、マレーシアの元サッカー選手。元マレーシア代表。現役時代のポジションはDFまたはMF。

## クラブ歴
元マレーシア代表監督のクラウド・ル・ロイによって同郷のアクマル・リザル・アハマド・ラクリと共にRCストラスブールに加入し、選手となった。しかしながら、同クラブでの出場はならずFCSRアグノーに二人揃ってレンタル移籍となった。その後、SVヴェーエンのトライアルを受け加入し、パハンFAに移籍し長く在籍した。UPBマイチームFC、FELDAユナイテッドFCを経てサイム・ダービーFCに移籍、2014シーズンは同クラブの主将を務めた。

## 代表歴
U-23代表として2001年東南アジア競技大会に出場しており準優勝している。
A代表としては2002 FIFAワールドカップ・アジア予選の香港代表戦で初出場した。

## タイトル

### クラブ
FCSRアグノー
- フランスアマチュア選手権2: 2000

パハンFA
- マレーシア・スーパーリーグ: 2004
- ピアラFAマレーシア: 2006

FELDAユナイテッドFC
- マレーシア・プレミアリーグ: 2010

サイム・ダービーFC
- マレーシア・プレミアリーグ: 2013

### 代表
- 東南アジア競技大会:

準優勝: 2001